# Leonardo Balada
Leonardo Balada (født 22. september 1933 i Barcelona, Catalonien, Spanien) er en spansk komponist, pianist lærer og dirigent.
Balada hører til de fremmeste spanske komponister i det 20. århundrede. Han studerede klaver og komposition på Conservatorio Superior de Musica del Liceu. Herefter tog han til USA (1956) og studerede først på New York College of Music, og senere Julliard School of Music, hvor han tog afgangs eksamen (1960). Hans lærere var bl.a. Aaron Copland, Vincent Persichetti og Alexandre Tansman.
Balada har skrevet 6 symfonier, orkesterværker, kammermusik, 3 klaverkoncerter, 7 operaer, 2 cellokoncerter, guitarkoncert, violinkoncert, korværker, vokalmusik, klaverstykker, strygerkvartet etc.

## Værker

### Opera
- Hangman, Hangman!, chamber opera (1982)
- Zapata, opera (1984)
- Christopher Columbus, opera (1986)
- Death of Columbus, opera (1996)
- The Town of Greed, chamber opera (1997) (sequel to Hangman, Hangman!)
- Faust-bal, opera (2007)
- Resurrection of Columbus, opera (2013)

### Orkester
- Symfonier
  - Symphony No. 1 Sinfonia en Negro, en hyldest til Martin Luther King (1968)
  - Symphony No. 2 Cumbres, a short symphony for band (1972)
  - Symphony No. 3 Stål Symfoni (1972)
  - Symphony No. 4 Lausanne (1992)
  - Symphony No. 5 Amerikansk (2003)
  - Symphony No. 6 Sorgens Symfoni (2005)
- Guernica (1966)
- Homage to Sarasate (1975)
- Homage to Casals (1975)
- Sardana (1979)
- Quasi un Pasodoble (1981)
- Fantasias Sonoras (1987)
- Zapata: Images for Orchestra (1987)
- Columbus: Images for Orchestra (1991)
- Divertimentos, for string orchestra (1991)
- Celebracio (1992)
- Folk Dreams (1994-8)
- Passacaglia (2002)
- Prague Sinfonietta (2003)

### Concertante
Klave
- Piano Concerto No. 1 (1964)
- Piano Concerto No. 2 for piano, winds, and percussion (1974)
- Piano Concerto No. 3 (1999)

Violin
- Violin Concerto No. 1 (1982)
- Caprichos No. 2 (2004)
- Caprichos No. 3 (2005)

Bratsch
- Viola Concerto for viola and wind ensemble (2009–2010)

Cello
- Cello Concerto No. 1 for cello and nine players (1962)
- Cello Concerto No. 2 New Orleans (2001)
- Concerto for Three Cellos and Orchestra A German Concerto (2006)

Fløjte
- Morning Music for flute and orchestra (1994)
- Music for Flute and Orchestra (2000)

Klarinet
- Caprichos No. 7 (2009),[1] Composed for and dedicated to Grup21;[2] Peter Bacchus, artistic director - for clarinet and instrumental ensemble.

Guitar
- Guitar Concerto No. 1 (1965)
- Sinfonia Concertante for Guitar and Orchestra Persistencies (1974)
- Concerto for Four Guitars and Orchestra (1976)
- Concierto Mágico for guitar and orchestra (1997)
- Caprichos No. 1 (2003)

Andre
- Concerto for Bandoneon and Orchestra (1970)
- Concertino for Castanets and Orchestra Three Anecdotes (1977)
- Music for Oboe and Orchestra Lament from the Cradle of the Earth (1993)
- Double Concerto for Oboe, Clarinet and Orchestra (2010)

### Vokal/kor
- Maria Sabina (1969)
- La Moradas (1970)
- No-res (1974)
- Ponce de Leon, for narrator and orchestra (1974)
- Torquemada (1980)
- Thunderous Scenes (1992)
- Dionisio: In Memoriam (2001)
- Ebony Fantasies, cantata (2003)